# 1622 au théâtre
| Années du théâtre : 1619 - 1620 - 1621 - 1622 - 1623 - 1624 - 1625    |
| Décennies du théâtre : 1590 - 1600 - 1610 - 1620 - 1630 - 1640 - 1650 |

## Événements
- Inauguration du théâtre Carlo Goldoni à Venise.
- Dernière année où la représentation de pièces est attestée au Curtain Theatre à Londres[1].
- Martin Droeshout grave sur cuivre le Portrait Droeshout représentant William Shakespeare, qui sert de frontispice à l'édition du Premier Folio imprimé en 1622 et commercialisé en 1623[2].
- L'acteur Pierre Le Messier, dit Bellerose, qui a joué jusque-là en province, est actif à Paris.

## Pièces de théâtre publiées
- Deuxième réédition (dite Q3) de la première version in-quarto publiée de Roméo et Juliette de William Shakespeare.
- Réédition de Édouard II de Christopher Marlowe, sous le titre The troublesome raigne and lamentable death of Edward the Second, King of England (1re édition en 1594).
- Thomas Dekker et Philip Massinger, The Virgin Martyr, Londres, Bernard Alsop et Thomas Jones.
- William Sampson et Gervase Markham, The True Tragedy of Herod and Antipater, with the Death of faire Marriam, according to Josephus, the learned and famous Jewe, Londres, George Eld pour Matthew Rhodes, 82 p. ; l'éditeur Matthew Rhodes écrit une préface en vers.
- Tabarin, Inventaire universel des oeuvres de Tabarin, contenant ses fantaisies, dialogues, paradoxes, gaillardises, rencontres, farces et conceptions, Paris, Pierre Rocollet et Antoine Estoc, 206 p.

## Pièces de théâtre représentées
- 26 décembre : The Spanish Curate, comédie de John Fletcher et Philip Massinger par la troupe des King's Men à Londres.
- Henry Herbert, master of Revels, donne à Londres l'autorisation de représentation pour plusieurs pièces :
  - 7 mai : The Changeling, tragédie de Thomas Middleton et William Rowley[3].
  - 14 mai : The Prophetess, tragi-comédie de John Fletcher et Philip Massinger, jouée par la troupe des King's Men.
  - 22 juin : The Sea Voyage, comédie de John Fletcher et Philip Massinger, jouée par la troupe des King's Men ; la pièce s'inspire de La Tempête de Shakespeare.

## Naissances
- 15 janvier (baptême) : Molière.
- 11 février (baptême) : Jacques Béjart, membre de la famille de comédiens Béjart, mais aucune source ne permet d'affirmer qu'il a joué, à l'instar de ses frères Joseph Béjart et Louis Béjart, un rôle au sein de la troupe de Molière[4].
- Date précise inconnue :
  - Willem van der Borcht, poète de langue néerlandaise des Pays-Bas méridionaux, auteur d'une tragédie, mort en 1668.
  - Michel Le Clerc, avocat et auteur de tragédies français, mort le 8 décembre 1691.
- Vers 1622 : 
  - Ukon Genzaemon, acteur japonais de kabuki, mort dans les années 1670.

## Décès
- Date précise inconnue :
  - William Gager, juriste et ecclésiastique anglais, auteur de tragédies en latin destinées à être jouées dans les universités, né en 1555.
  - Francesco d'Isa, ecclésiastique, écrivain et dramaturge italien, né en 1572.